# Horní Újezd (okres Třebíč)
Horní Újezd (v místním nářečí Hójezd, německy Ober Aujezd, případně Ober Zájezd) je obec ležící necelých 9 km jižně od města Třebíče, v okrese Třebíč v Kraji Vysočina. Nadmořská výška obce činí 490 metrů nad mořem. Obec patří do správního obvodu obce s rozšířenou působností Třebíč. Žije zde 258 obyvatel.
Sousedními obcemi sídla jsou Kojetice, Lesůňky, Šebkovice, Výčapy, Jaroměřice nad Rokytnou a Mikulovice.

## Geografie
Horním Újezdem prochází několik silnic, severně vedou silnice do Mikulovic a Kojetic, jižně pak silnice do Vacenovic. Západně pak vede ze zastavěného území obce užitková silnice do Šebkovic kolem Újezdského mlýna, severně pak užitková silnice do Kojetic. Po jihovýchodním okraji území obce vede silnice mezi Výčapy a Šebkovicemi. Ze severu na jih vede přes území obce železniční trať Okříšky–Znojmo, nejbližší zastávkou je těsně za hranicemi se nacházející zastávka Kojetice na Moravě. Přes území obce vede cyklostezka Jihlava–Třebíč–Raabs. 
Většina území obce je zemědělsky využívána, jen na východním okraji území obce je zalesněná plocha. Na východním okraji zastavěného území obce se nachází někdejší areál JZD.
Na východním okraji území obce pramení Vacenovický potok, který teče jižně podél hranice obce a pokračuje směrem do Vacenovic,  za nimi se pak vlévá do Šebkovického potoka. Na západním okraji zastavěného území obce pramení nepojmenovaný potok, který se na západním okraji území obce vlévá do Rokytné, která posléze tvoří část západní hranice obce a po cca 40 km se vlévá v Ivančicích do Jihlavy. 
Severní část území obce se nachází cca ve 500 metrech nad mořem a je relativně rovinaté, jižní část se svažuje k asi 450 metrům nad mořem u Újezdského mlýna. Na východním okraji území obce se nachází nepojmenovaný vrchol s kótou 515 m a Černý kopec (537 m).
Zastavěné území obce se nachází téměř uprostřed území obce, na jihozápadním okraji území obce se nachází Újezdský mlýn, těsně za západní hranicí území obce se nachází železniční zastávka Kojetice na Moravě s průmyslovým areálem.

## Historie
Katastr obce, jímž prochází rozvodí mezi Rokytnou a Štěpánovickým potokem, se rozkládá na okraji staré sídelní oblasti, která byla souvisle osídlena už od pravěku. V okolí je několik sídlišť z období neolitu (kultura s moravskou malovanou keramikou, jordanovská kultura (4000–3800 let př. n. l.)). Středohradištní sídliště (9.–10. stol. n. l.) v jihozápadní části katastru je nejstarším dokladem slovanského osídlení v okolí. Obec se poprvé písemně připomíná v roce 1243, kdy zde již byl farní kostel. Nedaleko obce byl již ve 14. století Újezdský mlýn a také patřila Pernštejnům. V roce 1542 pak byla prodána Václavovi Chroustenskému z Malovar a posléze byla prodána v roce 1640 Jiřímu Dubskému z Třebomyslic a roku 1659 pak byl Újezd připojen k jaroměřickému panství. Na počátku 16. století byl postaven kostel sv. Petra a Pavla a v době třicetileté války byla zrušena farnost v obci a také byla opuštěna polovina domů, ty pak nebyly obsazeny až do roku 1671, v roce 1676 pak byla založena farní škola. Fara pak byla obnovena v roce 1709.
V roce 1775 se občané vesnice účastnili nevolnického povstání, to pak bylo potlačeno, v robotní vzpouře v roce 1821 se také místní občané účastnili a jeden z občanů byl za organizaci povstání zatčen. Roku 1861 v obci propukl požár a v roce 1862 pak byla rozšířena škola na dvojtřídku. Do roku 1849 patřil Újezd do jaroměřického panství, ale v roce 1850 se stal součástí okresu Znojmo a v roce 1896 se stal součástí okresu Moravské Budějovice. Roku 1881 byl v obci založen Čtenářský hospodářský spolek a roku 1889 pak také Cyrilský spolek. V roce 1910 byl postaven mlýn s pilou a roku 1924 byla v obci založena Domovina, roku 1930 pak byla do obce přivedena elektřina. Roku 1926 byl umístěn památník padlým občanům v první světové válce. V roce 1919 byly vysazeny tři lípy svobody. V roce 1928 byly znovu pořízeny zvony do kostela a v roce 1931 byla zahájena oprava kostela a také byl kostel elektrifikován.
V roce 1947 byl umístěn památník obětem druhé světové války a po roce 1945 byl postaven kulturní dům a mateřská škola, v roce 1949 pak byla obec začleněna do okresu Třebíč. Roku 1957 bylo v obci založeno JZD. V roce 1978 pak byla zrušena škola v obci a od roku 1980 pak byl Újezd začleněn pod Kojetice. Od roku 1990 je pak Horní Újezd opět osamostatněn a začleněn do okresu Třebíč.
Do roku 1849 patřil Horní Újezd do jaroměřického panství, od roku 1850 patřil do okresu Znojmo, pak od roku 1896 do okresu Moravské Budějovice a od roku 1949 do okresu Třebíč. Mezi lety 1980 a 1990 patřil Horní Újezd pod Kojetice, následně se obec osamostatnila.
| Rok            | 1869 | 1880 | 1890 | 1900 | 1910 | 1921 | 1930 | 1950 | 1961 | 1970 | 1980 | 1991 | 2001 | 2011 | 2021 |
| -------------- | ---- | ---- | ---- | ---- | ---- | ---- | ---- | ---- | ---- | ---- | ---- | ---- | ---- | ---- | ---- |
| Počet obyvatel | 417  | 424  | 425  | 437  | 441  | 419  | 447  | 346  | 364  | 361  | 343  | 284  | 267  | 267  | 260  |
| Počet domů     | 67   | 73   | 74   | 73   | 75   | 76   | 90   | 96   | 93   | 95   | 83   | 104  | 104  | 110  | 115  |

## Politika
V letech 2006–2010 působil jako starosta Stanislav Renát, od roku 2010 tuto funkci zastává Iva Durdová.

### Volby do Poslanecké sněmovny
|       | 2006                | 2010                | 2013                | 2017                | 2021                |
| ----- | ------------------- | ------------------- | ------------------- | ------------------- | ------------------- |
| 1.    | ČSSD (36,66 %)      | ČSSD (24,53 %)      | ČSSD (25,82 %)      | ANO (16,88 %)       | SPOLU (37,88 %)     |
| 2.    | ODS (24,66 %)       | TOP 09 (19,01 %)    | TOP 09 (17,21 %)    | ČSSD (16,23 %)      | ANO (19,25 %)       |
| 3.    | KSČM (12,66 %)      | KSČM (16,56 %)      | ANO 2011 (13,9 %)   | Piráti (13,63 %)    | SPD (10,55 %)       |
| účast | 71,77 % (150 z 209) | 76,85 % (166 z 216) | 72,73 % (152 z 209) | 70,45 % (155 z 220) | 75,23 % (161 z 214) |

### Volby do krajského zastupitelstva
|      | 1.                 | 2.                       | 3.                         | účast               |
| ---- | ------------------ | ------------------------ | -------------------------- | ------------------- |
| 2000 | 4KOALICE (26,02 %) | KSČM (23,28 %)           | SNK (15,06 %)              | 34,49 % (79 z 229)  |
| 2004 | ODS (29,31 %)      | KDU-ČSL (25,86 %)        | KSČM (20,68 %)             | 26,72 % (58 z 217)  |
| 2008 | ČSSD (36,44 %)     | ODS (18,69 %)            | KSČM (13,08 %)             | 52,15 % (109 z 209) |
| 2012 | ČSSD (25,96 %)     | KDU-ČSL (16,34 %)        | KSČM (13,46 %)             | 52,11 % (111 z 213) |
| 2016 | ČSSD (23,65 %)     | KDU-ČSL (15,05 %)        | KSČM (13,97 %)             | 42,47 % (93 z 219)  |
| 2020 | Piráti (20,68 %)   | ODS+STO (17,24 %)        | Pro TOP Vysočinu (12,93 %) | 52,73 % (116 z 220) |
| 2024 | ANO (26,66 %)      | ODS+TOP 09+STO (23,33 %) | STAN+SNK ED (13,33 %)      | 43,6 % (92 z 211)   |

### Prezidentské volby
V prvním kole prezidentských voleb v roce 2013 první místo obsadil Miloš Zeman (43 hlasů), druhé místo obsadil Jan Fischer (32 hlasů) a třetí místo obsadil Karel Schwarzenberg (31 hlasů). Volební účast byla 77,25 %, tj. 162 ze 211 oprávněných voličů. V druhém kole prezidentských voleb v roce 2013 první místo obsadil Miloš Zeman (88 hlasů) a druhé místo obsadil Karel Schwarzenberg (64 hlasů). Volební účast byla 73,21 %, tj. 153 ze 209 oprávněných voličů.
V prvním kole prezidentských voleb v roce 2018 první místo obsadil Miloš Zeman (55 hlasů), druhé místo obsadil Jiří Drahoš (43 hlasů) a třetí místo obsadil Pavel Fischer (22 hlasů). Volební účast byla 76,85 %, tj. 166 ze 216 oprávněných voličů. V druhém kole prezidentských voleb v roce 2018 první místo obsadil Jiří Drahoš (94 hlasů) a druhé místo obsadil Miloš Zeman (77 hlasů). Volební účast byla 78,44 %, tj. 171 ze 218 oprávněných voličů.
V prvním kole prezidentských voleb v roce 2023 první místo obsadil Petr Pavel (62 hlasů), druhé místo obsadil Andrej Babiš (36 hlasů) a třetí místo obsadil Pavel Fischer (25 hlasů). Volební účast byla 77,93 %, tj. 166 ze 213 oprávněných voličů. V druhém kole prezidentských voleb v roce 2023 první místo obsadil Petr Pavel (107 hlasů) a druhé místo obsadil Andrej Babiš (55 hlasů). Volební účast byla 77,46 %, tj. 165 ze 213 oprávněných voličů.

## Zajímavosti a pamětihodnosti

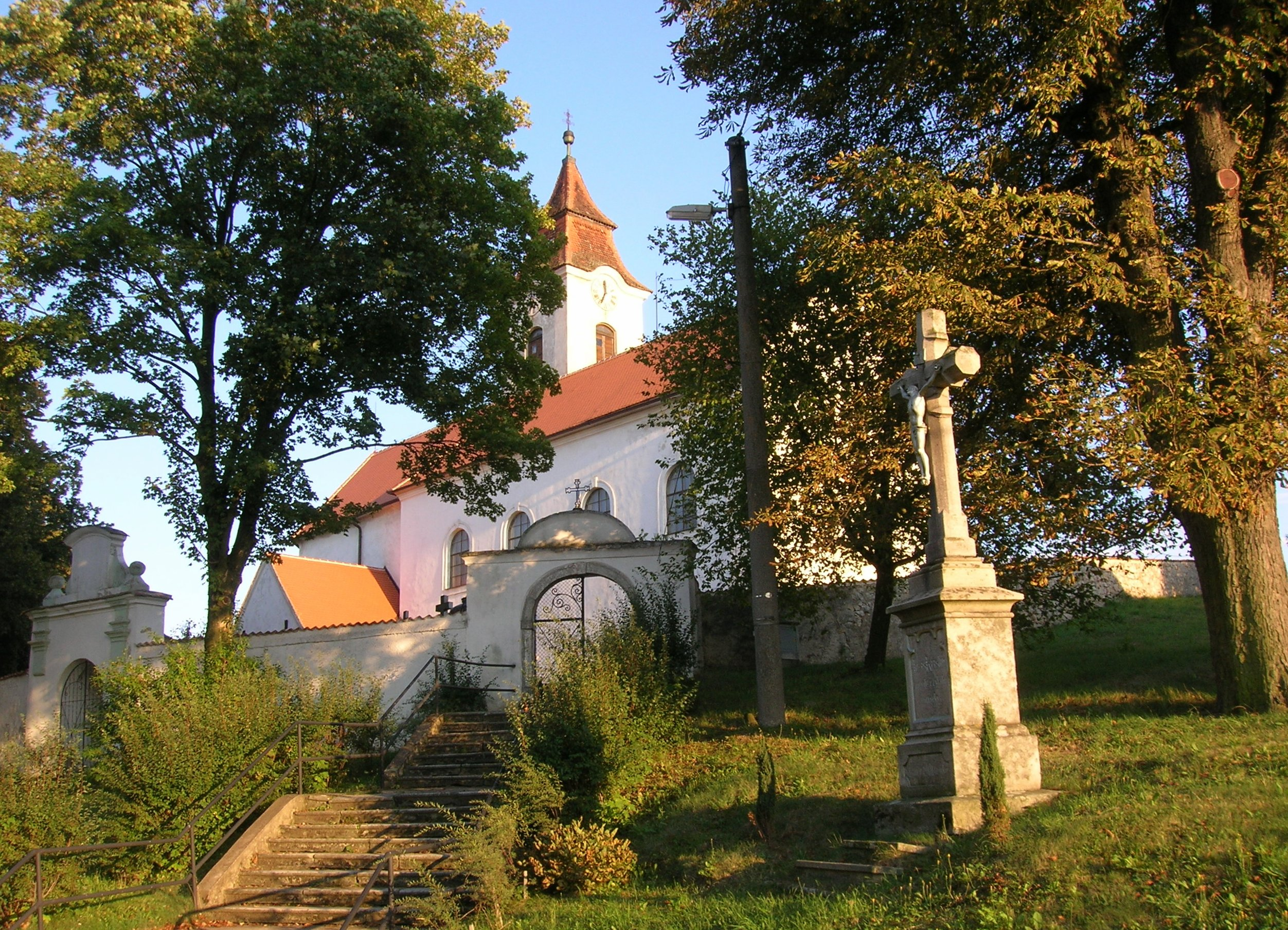
Farní kostel sv. Petra a Pavla

K památkám v obci patří farní kostel sv. Petra a Pavla s románským jádrem, gotickými úpravami a věží z počátku 16. století. Věžní zvon s motivem Madony s dítětem pochází z roku 1509. Kostel byl v 18. a 19. století přestavěn. Návrší u kostela je místem dalekého rozhledu. Západní část ohradní zdi kolem hřbitova pochází z konce 18. století.
Padlé první světové války i padlé druhé světové války připomínají pomníky z let 1918 a 1945.
Boží muka z 18. století se nachází u silnice na Vacenovice, tři kameny s hrubě tesaným křížem jsou umístěny u silnice za farskou stodolou, u hřbitovní zdi a dříve byl i v poli nedaleko obce, ten byl následně umístěn do dlažby domu majitele pole, posléze pak byl umístěn jako mostek přes příkop u domu čp. 24. Nad mlýnem u potoka stojí 3 m vysoký kamenný kříž z roku 1851, kříž z roku 1898 je umístěn u silnice k Vacenovicím, kříž je umístěn u Černého kopce, také u tzv. Doležalovy stodoly a dřevěný kříž je u mlýna. Další kříž byl postaven u silnice do Kojetic.
Jihozápadně od obce se na řece Rokytné nachází Újezdský mlýn připomínaný již ve 14. století.
Z přírodních zajímavostí stojí za zmínku výskyt chráněného bramboříku nachového v trati Liští a jaterníku podléška u Újezdského mlýna.
Na budově fary je pamětní deska připomínající faráře Františka Pařila.

## Osobnosti
- Stanislav Beroun (* 1938), strojař
- Josef Blatný (1891–1952), lékař a pedagog
- Antonín Brabenec (1881–?), sochař a malíř
- Antonín Mityska (1927–1951), odbojář
- Karel Rusov (1924–2013), generál, poslanec Sněmovny národů Federálního shromáždění
- František Pařil (1911–1951), zdejší farář, který byl v rámci babických procesů komunisty odsouzen a také popraven
- František Kabelka, učitel – čestný občan obce (od roku 1924)[9]